# Кармилов, Владимир Иванович
Влади́мир Ива́нович Карми́лов (26 ноября 1889 года, слобода Баланда, Аткарский уезд, Саратовская губерния — 18 октября 1954 года, Пермь) — российский физик-магнитолог, декан физико-математического факультета (1933—1934) Пермского университета, заведующий кафедрой физики (1938—1954) Пермского медицинского института.
Инициатор работ по магнитобиологии и магнитотерапии в СССР (1930-е гг.). Учитель (в Самарском реальном училище) и друг лауреата Нобелевской премии, академика Николая Николаевича Семёнова.

## Биография
Родился 26 ноября 1889 года в семье Ивана Ивановича (Иоанна Иоанновича) Кармилова в слободе Баланда Аткарского уезда Саратовской губернии. Второй сын в семье (всего 10 детей).
1899-1903. Обучение в Петровском духовном училище (Саратовская губерния).
1903-1907(?). Обучение в Саратовской духовной семинарии.
1912. Окончание физико-математического факультета Казанского университета. Начало работы в Самарском реальном училище.
Сентябрь 1912. Знакомство и начало многолетней дружбы с Николаем Николаевичем Семёновым.
Лето 1914. Поездка вместе с Н. Н. Семеновым на Алтай.
1915. Выход книги В. И. Кармилова «Значение математики в познании мира и новые области ее приложения. Возможность предсказания войн» (Самара).
1916, сентябрь - 1917, ноябрь. В армии на Западном фронте.
1918–1922. Работа в Новониколаевском (Новосибирском) институте народного образования.
1923–1934: преподаватель рабфака, педагогического факультета  Пермского университета. Председатель  предметной комиссии рабфака, председатель бюро заочного обучения при Пермском рабфаке.
1925–1927. Публикация (в соавторстве с В. А. Глинковым и В. А. Кинтцелем) "Сборника упражнений по физике и механике" применительно к программе рабочих факультетов, техникумов и школ II ступени. Ч. 1, 2.
1930–1946. Публикация учебных пособий, статей по методике преподавания физики в центральных журналах, популярных статей в местных газетах.
1933–1934 — декан физико-математического факультета Пермского университета.
1938, 25 июля — 1954, 18 октября — заведующий кафедрой физики Пермского медицинского института, научная, организаторская и конструкторская деятельность в области магнитобиологии и магнитотерапии. Применение магнитотерапевтических методов в пермских госпиталях и больницах.
1941. Гибель на фронте сына Бориса.
1943, январь. Обращение В. И. Кармилова в Ученый медицинский совет Наркомздрава РСФСР о включении магнитотерапии в число физиотерапевтических агентов на основании положительных результатов проведенных исследований.
1943, 7 июня. Заключение председателя Ученого совета Наркомздрава РСФСР профессора А. И. Нестерова о целесообразности "использования магнитного поля для лечебных целей", необходимости дальнейших экспериментальных исследований и "изучения лечебного действия магнитного поля при некоторых заболеваниях <...> в условиях тщательного клинического наблюдения".
1945.  Выход книги В. И. Кармилова «О небесных светилах» (Молотов).
1948, 16 марта. Публикация статьи Н. Н. Семёнова о В. И. Кармилове в газете "Пионерская правда".
1948. Выход в свет книги: Биологическое и лечебное действие магнитного поля и строго-периодической вибрации (экспериментальные и клинические материалы) : сб. статей . под ред. доц. В. И. Кармилова, проф. М. Р. Могендовича и проф. А. В. Селезнёва. [Молотов] : Молотовгиз, 1948. 168 с.
1949, 3 декабря. Защита на Учёном совете Казанского государственного университета диссертации «К вопросу определения напряженности поля ультравысокой частоты плоского конденсатора» на соискание ученой степени кандидата физико-математических наук. Официальные оппоненты - член-корреспондент АН СССР Я. И. Френкель и доктор физико-математических наук Е. К. Завойский, будущий академик АН СССР (1964).
1954, 18 октября 1954 года. Смерть В. И. Кармилова. Похоронен в Перми на Егошихинском кладбище (новая территория, номер захоронения 33952).
1983. Создание Проблемной комиссии Минзрава СССР "Магнитобиология и магнитотерапия в медицине".

## Труды В. И. Кармилова
1. Кармилов В. И. Значение математики в познании мира и новые области ее приложения. Возможность предсказания войн». Самара : тип. А. Козлова, 1915. 55 с.
2. Кармилов В. И. О небесных светилах Архивная копия от 10 июня 2016 на Wayback Machine / В. И. Кармилов ; [ред. С. И. Василов]. Молотов : ОГИЗ Молотовское областное издательство, 1945. 77, [1] с. : ил. ; 20 см. Библиогр. в конце кн. и в подстроч. примеч. 5000 экз.
3. Глинков В. А., Кармилов В. И., Кинтцель В. А. Сборник упражнений по физике и механике применительно к программе рабочих факультетов, техникумов и школ II ступени. Ч. 1, 2. [Пермь] : Пермкнига, 1925–1927.
4. Кармилов В. И. Тест действия при учете знаний по физике // Физика, химия, математика, техника в советской школе. 1932. № 4. С. 19–23.
5. Кармилов В. И. Активизация методов преподавания и учет работы в высшей школе // Научный работник. 1930. № 8–9. С. 54–57.
6. Васильев С., Кармилов В. И. Электрифицированные схемы машин, физических приборов и установок в преподавании физики // Математика и физика в школе. 1936, № 1. С. 69–71.
7. Кармилов В. И. Вещественные задачи (задачи на приборах) для 8, 9 и 10 классов средней школы // Физика в школе. 1946, № 4. С. 79–88.
8. Биологическое и лечебное действие магнитного поля и строго-периодической вибрации (экспериментальные и клинические материалы) : сб. статей . под ред. доц. В. И. Кармилова, проф. М. Р. Могендовича и проф. А. В. Селезнёва. [Молотов] : Молотовгиз, 1948. 168 с.